# Modalités d'application du règlement national d'urbanisme
En France, les Modalités d'application du règlement national d'urbanisme, abrégés en MARNU, en vigueur de 1983 à 2000, est un texte de droit sur l'urbanisme français. Les MARNU furent remplacées par la Loi relative à la solidarité et au renouvellement urbains (SRU) le 13 décembre 2000.

## Description
Créées par la loi du 7 janvier 1983 sur la répartition des compétences entre les communes, les départements, les régions et l'État (qui est l'une des lois de décentralisation), les MARNU permettaient de s'affranchir de la règle de constructibilité limitée et précisent les modalités d'application du règlement national d'urbanisme. Elles étaient élaborées par la commune et l'État et étaient approuvées par délibération du conseil municipal et par arrêté préfectoral et avaient une durée de validité de quatre ans.
Les MARNU n'étaient pas considérées comme des documents d'urbanisme opposables aux tiers, mais un simple instrument facilitant la décision en matière d'occupation du territoire communal. Le Conseil d'État infirme cette interprétation par l'arrêt du 27 juillet 1992 Syndicat viticole de Pessac et Léognan.
Les MARNU ont perduré jusqu'à la Loi relative à la solidarité et au renouvellement urbains du 13 décembre 2000 (dite loi SRU). Cette loi SRU crée les cartes communales qui se substituent donc aux MARNU.